# Chromium (navigator web)
Chromium este un navigator web cu sursă deschisă al Google. Funcționează de unul singur și oferă majoritatea vastă a codului pentru browserul Google Chrome. Cele doua navigatoare împărtășesc majoritatea codului și caracteristicilor, cu toate că există unele diferențe minore în funcții și au licențe diferite. Chromium este folosit de anumite companii pentru a-și crea propriile navigatoare web.
Interfața browserului este minimalistă, pentru că Google dorește ca utilizatorii să aibă parte de o „experiență de navigare rapidă și ușoară”.